# Porto Jofre
Porto Jofre ist eine Ortschaft im Pantanal in Brasilien, die als Endpunkt der Transpantaneira fungiert.

## Geschichte
Porto Jofre entstand im Jahre 1973, als die eigentlich von Poconé bis Corumbá geplante Transpantaneira (MT-060) durch Regierungsbeschluss hier vorzeitig enden sollte. Der Straßenbau begann im September 1973. Porto Jofre ist der dauerhafte Endpunkt, weil ein Weiterbau nach Corumbá nicht geplant ist.

## Bedeutung
Das Fischerdorf Porto Jofre gehört politisch zur Gemeinde (portugiesisch município) von Poconé, die 147 km nördlich am Beginn der Transpantaneira liegt. Es ist der Endpunkt der Transpantaneira (MT-060), so dass nur eine Rückfahrt nach Poconé oder ein Flug nach Corumbá möglich ist. Südwestlich von Porto Jofre liegt der Parque Nacional do Pantanal Matogrossense.

## Verkehr
Porto Jofre dient hauptsächlich dem Tourismus, der von Poconé aus die Transpantaneira bereist. Wer nicht in einer der Unterkünfte unterwegs (portugiesisch pousadas genannt; auch die Fazendas) übernachtet, dem bietet letztlich Porto Jofre Übernachtungsmöglichkeiten im Hotel oder beim Camping.
Die Ortschaft liegt am schiffbaren Rio Cuiabá, sie verfügt über eine Landepiste für Kleinflugzeuge (portugiesisch aerodromo Porto Jofre), die direkt neben der Transpantaneira liegt. Der Ort besteht wesentlich aus einem Hotel (Hotel Pantanal Norte, geschlossen von November–Februar) und bescheidenen Versorgungseinrichtungen und dient für touristische Zwecke. Von Hotel werden Touren per Schiff, Flugzeug oder Kraftfahrzeug in die Wildnis organisiert. Ohne Fahrplan gibt es Frachtschifffahrt nach Corumbá.